# Idaea reynaldiata
Idaea reynaldiata är en fjärilsart som beskrevs av Roüast 1876. Idaea reynaldiata ingår i släktet Idaea och familjen mätare. Inga underarter finns listade i Catalogue of Life.